# 火将ロシエル
火将 ロシエル（かしょう ロシエル、1996年〈平成8年〉6月19日 - ）は、日本の女性プロコスプレイヤー、グラビアアイドル、タレント、DJ、モデル、埼玉県出身。ジャストプロ所属（2025年まで）。所属事務所コプルト創設者で、ジャストプロ移籍後も業務提携という形で関わる。
企業イベントやテレビや雑誌など、様々な媒体に出演。秋葉原のメイドカフェ「猫耳メイド屋」をプロデュースしている。

## 略歴
2007年、ワンダーフェスティバルでコスプレデビューする。きっかけは実兄からの衣装プレゼント。
2015年1月13日、インターネット放送「アマチアス【埼玉女子会×地域情報番組】」のレギュラーに抜擢。同年6月28日、主演映画「転生遮那巫女伝」が公開。
2016年4月28日、スマホゲーム「真空管ドールズ」アリシアの公式レイヤーに抜擢。同年6月、株式会社コプルト設立。
2017年5月21日、秋葉原のメイドカフェ・猫耳メイド屋プレオープン。
2018年1月28日、企業から初めてのメジャーソロ写真集「ROSIEL」を発売。
2019年2月2日、KSプロダクションと業務提携。
2020年10月、グラビアアイドルのRaMuと二人でバンド「pretty noob」（プリティヌーブ）を結成。同年12月、「東京コミコン2020」でデビュー。RaMuがギター担当、ロシエルがDJ担当。ボーカルはいない。

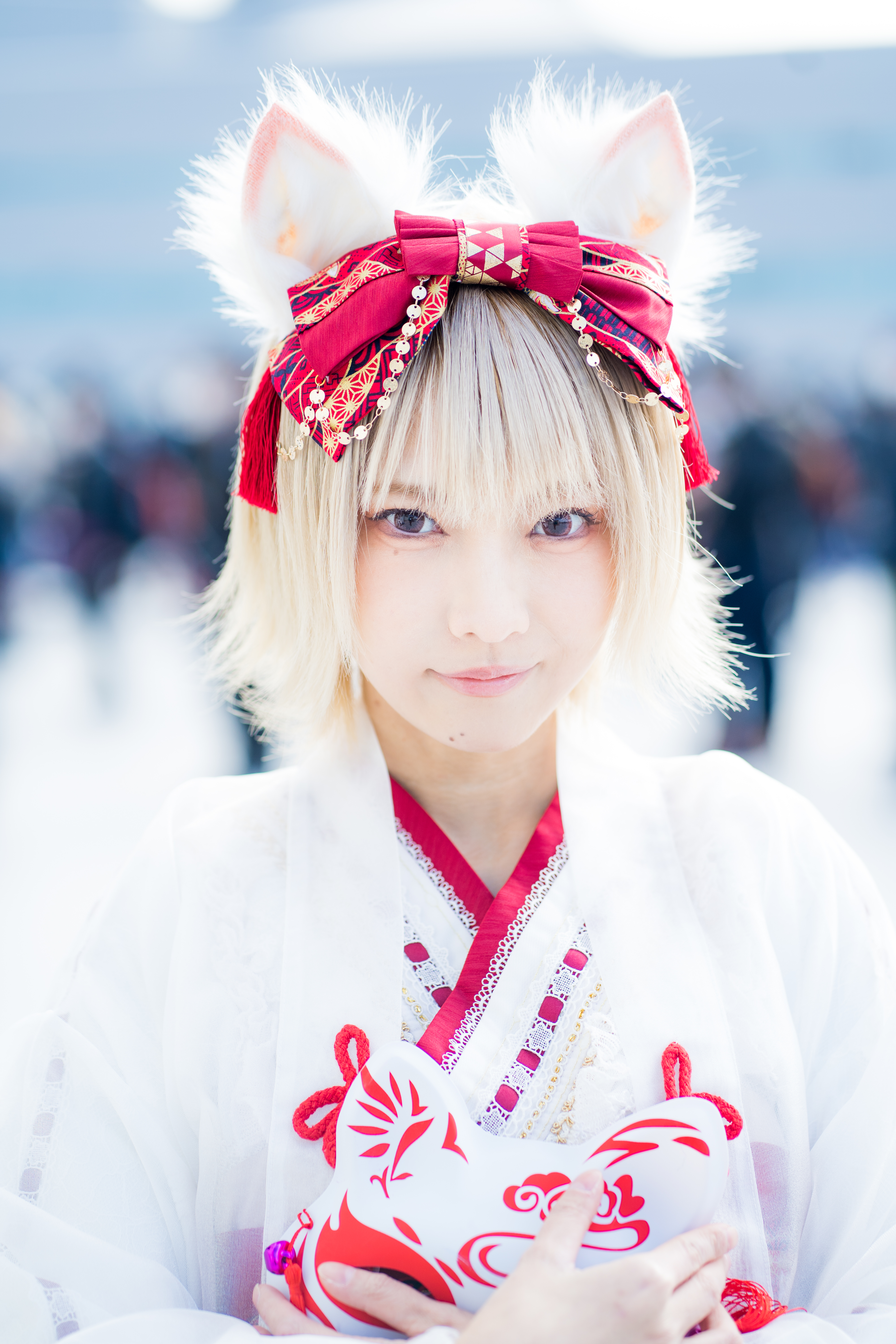
Comic Market 101 (2022年)

2022年6月15日、ジャストプロと業務提携。同年8月にジャストプロに移籍。コプルトとは業務提携という形で関係は続けている。
2025年8月14日、ジャストプロを退所。以後は個人事務所での活動となる。

## 人物
芸名の由来はお気に入りの漫画「火宵の月」の題名から漢字を変え火将に、ロシエルは 「天使禁猟区」の好きなキャラクターの名前から来ている。愛称は「ロッシー」と呼ばれている。ファンの総称を「ロシクラ（ロシエルクラスタの略）」と呼んでいる。以前は病弱で暗い性格で引きこもりがちだったがコスプレをしてから性格が明るくなり友達や仲間が増えた。
家族全員がゲーム好き。お気に入りのキャラクターは人生で初めて衣装と武器を1から製作しデジタル写真集を出したファンタシースターポータブル2 インフィニティの「ナギサ・アーデルハイト・ハウザー」である。武器や小道具の制作には長時間の使用でも疲れないように軽量化を優先して作っている。漫画「美少女戦士セーラームーン」が大好きで自宅にはセーラームーン部屋がある（本人いわく心のパワースポット）。

## 出演

### 公式レイヤー
アニメ
- 魔法少女?なりあ☆がーるず（2016年、うらら[24]）
- Re:CREATORS（2017年、軍服の姫君）

ゲーム
- チェインクロニクル（2015年、ドーリィ[25]、ハンフ[26]）
- 真空管ドールズ（2016年、アリシア[13]）
- Fate/Grand Order（2016年、ジャンヌ・ダルク[27]）
- マジシャンズデッド（2016年、クラリス・フラーナ[28]）
- ファントム オブ キル（2017年、ラグナロク）
- Shadowverse（2017年、グダグダ天使エフェメラ）
- 閃乱カグラ（2018年、飛鳥）
- 禍つヴァールハト（2018年、セイディ）
- アイ・アム・マジカミ（2020年 - 、公式魔法少女）

### イベント
2014年
- 第二回アニ玉祭（10月11・12日、大宮ソニックシティ）[29]

2015年
- 秋葉原オクトーバーフェスト2015（3月28・29日） - ファントム オブ キルブースに出演[30]。
- チェインクロニクル 2nd Anniversary 義勇軍の絆 ファンミーティング2015全国ツアー（7月11・18日、名古屋・秋葉原） - 衣装は共にハンフ（同ゲーム）[31]
- ゴールデンボンバー歌広場淳プロデュース オータムリーフ（7月17日）[32]
- 東京アイドルフェスティバル2015（8月1・2日、お台場青海エリア） - ファントム オブ キルブースに出演。衣装はマサムネ[33]。
- 進撃の書店祭×火将ロシエル（8月7 - 9日） - 衣装はミカサ・アッカーマン（進撃の巨人）[34]

2016年
- 三国志乱舞 応援団長選抜姫選挙・完全限定プレミアム撮影会（1月22日・2月27日、スクウェア・エニックス）乱舞サポーターに就任[35]。
- ブレス オブ ファイア6 白竜の守護者たち発表会（2月4日） - 衣装はニーナ（ブレス オブ ファイア 竜の戦士）[36]
- JAEPO2016（2月19・20日、幕張メッセ） - タイトーブースにマジシャンズデッドの発表に出演。衣装はクラリス・フラーナ[28]。
- ニコニコ超会議2016（4月29日、幕張メッセ） - 真空管ドールズブースに出演。衣装はアリシア[13]。
- Lobi感謝祭2016 ～千の勇者と迷宮王国～（6月4日、秋葉原UDXアキバ・スクエア）出演。衣装はアリシア（真空管ドールズ）[37]
- GRAVITY DAZE 2/重力的眩暈完結編:上層への帰還の果て、彼女の内宇宙に収斂した選択 発表会（7月19日） - 衣装はグラビティ・キトゥン[38]。
- 真空管ドールズ＠海の家（8月31日、江の島） - 出演。衣装は遊泳型アリシア[39]。

2017年
- オタクパリピカケイカク（1月21日、渋谷clubasia）[40]
- JAEPO2017×闘会議2017（2月10 - 12日、幕張メッセ） - バイキングブースに出演。衣装はクラリス・フラーナ（マジシャンズデッド）[41]
- オタクパリピカケイカク2（2月24日、代官山UNIT） - 衣装はチャイナドレス[42]。
- コスプレイヤーオーディション COS.PRO（7月29日、Future SEVEN） - えなこと出演。アフターパーティーで撮影会。衣装は猫耳メイド屋[43]。
- コミックマーケット92（8月12日、東京国際展示場） - 衣装は静波まつり（ボートレース多摩川）[44]
- C3AFA TOKYO 2017（8月26・27日、幕張メッセ） - ソニー・ミュージックグループブースに出演。衣装は加藤恵（冴えない彼女の育てかた）[45]
- RAGE vol.5 with シャドバフェス（9月18日、東京国際展示場） - コスプレイヤー撮影コーナーに出演。衣装はダラダラ天使・エフェメラ（シャドウバース）[46]
- コミックマーケット93（12月31日、東京国際展示場） - 衣装はクラリス・フラーナ（マジシャンズデッド）[47]

2018年
- 写真集ROSIEL発売記念お渡し会（1月28日、福家書店新宿サブナード店）[48]
- D×2 真・女神転生 リベレーション リリース記念イベントコスプレ撮影会（2月4日、ソフマップ秋葉原アミューズメント館） - 衣装はピクシー（女神転生）[49]
- コスプレ＆水着コンプリート写真集「ROSIEL」発売記念撮影会（2月17日、書泉ブックタワー）[50]
- 人気コスプレイヤー in 成田空港! SKYRIUM（2月20・21日、第2旅客ターミナルビル本館3階南側ウェイティングエリア） - 出演。衣装はクラリス・フラーナ（マジシャンズデッド）[51]
- AnimeJapan2018（3月25日、東京国際展示場） - KLabGamesブースの禍つヴァールハイトステージに出演。衣装はセイディ[52]。
- セガフェス2018（4月15日、ベルサール秋葉原） - D×2 真・女神転生 リベレーションステージに出演。衣装はピクシー[53]。
- ニコニコ超会議2018（4月28・29日、幕張メッセ） - KAGOMEブースに出演。衣装はミート総師[54]。
- シャドバフェス!2018（5月5・6日、幕張メッセ） - コスプレショー、公式コスプレイヤー撮影会に出演。衣装はエフェメラ[55]。
- THE KING OF FIGHTERS ALLSTARプレス発表会＆生配信（6月15日、東京） - 歌広場、ダチョウ倶楽部、他と出演。衣装はクーラ・ダイヤモンド[56]。
- サンスポGoGoクイーンオーディション プール撮影会（7月1日、西武園ゆうえんち） - 天木じゅん、他と出演[57]。
- C3AFA TOKYO 2018（8月25・26日、幕張メッセ）[58]
- 東京ゲームショウ2018（9月22日、幕張メッセ） - KLadGaemsブースに出演。衣装はアジルス（禍つヴァールハイト）[59]
- 池袋ハロウィンコスプレフェス2018（10月28日、サンシャインシティ）[60]
- 西日本豪雨災害および北海道胆振東部地震の支援企画 チャリティー撮影会（11月4日、東京） - 出演[61]。
- コミックマーケット95（12月31日、東京国際展示場） - KATEブースに出演。衣装は第二王女クレマチス（KATE THE COSPLAY MAKEUP）[62]

2019年
- 1st DVD「ろしにゃん日和」発売記念イベント（5月26日、ソフマップAKIBA 4号店）[63]
  - （6月8日、HMV&BOOKS SHINSAIBASHI）

2021年
- フレッシュスペシャルプール大撮影会（6月5日、千葉市）[64]

2022年

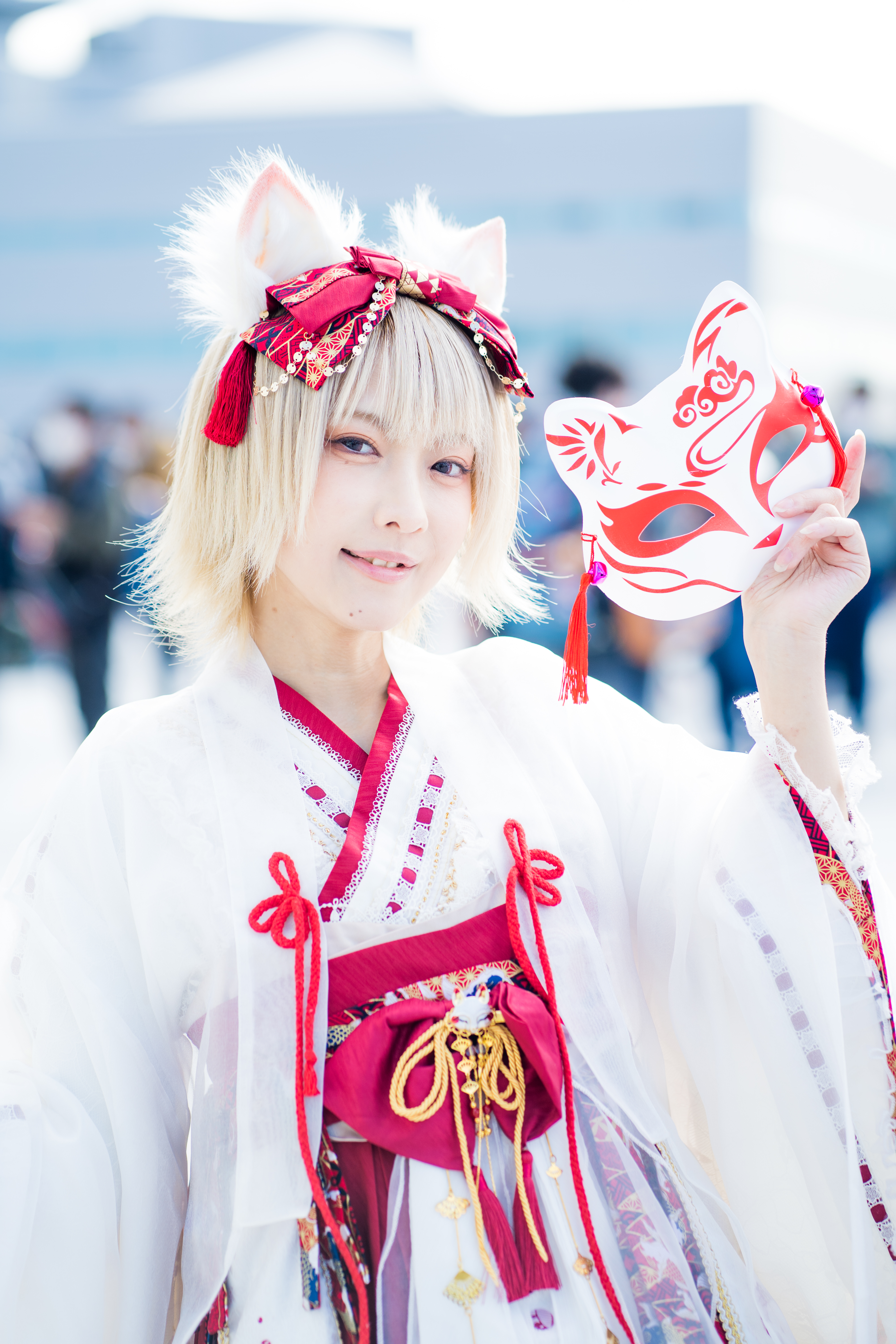
コミックマーケット101にて（2022年）

- コミックマーケット101（12月30日、東京国際展示場） - 西山野園美と共に「狐の嫁入り」コスプレを披露[65]。

### テレビ
2015年
- でんぱジャック-World Wide Akihabara-（1月24・26日、フジテレビ）[66]
- センニュウ☆感（2月15日、テレビ東京）

2016年
- NEWSな2人（7月30日・9月24日、TBS） - 出演[67]。
- 田村淳の日本国憲法TV（9月12日 - 11月5日、CS294ch TVatsushi）
- AKIBAだんじょん!えぴそーどγ・Δ（12月9・23日、TOKYO MX） - 衣装は共にうらら（魔法少女?なりあ☆がーるず）[68]
- 竹内力、始めました 第8回 竹内力さんがコスプレを初体験!（12月25日、チャンネルNECO） - 衣装はうらら（魔法少女?なりあ☆がーるず）[69]

2018年
- 超逆境クイズバトル!! 99人の壁（4月5日春の乱、11月24日、12月1日SP、12月15日SP、フジテレビ） - その後も隔週で出演。ジャンルはジャッキー・チェン。衣装は赤いチャイナ服。
- コスプレイヤー美保純（12月23日、映画・チャンネルNECO） - 出演[70]。

2019年
- オールナイトe!（フジテレビ） - 8月22日、8月29日放送回に出演。

2023年
- Cheeky's a GoGo!（BSよしもと） - 3月28日、生放送に出演。
- ダウンタウンDX（日本テレビ） - 5月4日、放送回に出演。
- ＳＨＯＷ激！今夜もドル箱（テレビ東京） - 6月20日、放送回に出演。
- ステキな変を見つけ出せ！へんサーチ（フジテレビ） - 6月22日、放送回に出演。

2024年
- 踊る!さんま御殿!!（日本テレビ） - 8月20日、放送回に出演。

### ネット
- アマチアス【埼玉女子会×地域情報番組】埼玉の今をわたしたちがお届けします!（2015年1月13日 - 2016年12月20日、AbemaTV・SHOWROOM） - シーズン4からレギュラー出演[11]。
- ファンタジーウォータクティクス（2016年8月4 - 10日、ネクソン） - 親善大使に五木あきらと就任。TwitterのRT企画。衣装はロード、シュシュ、クリス（同ゲーム）[71]
- 電波ラボラトリー #10・11（2016年10月13・27日、ニコニコ生放送）
- DTテレビ（2018年1月26日、3月9日、4月20日、6月8日、7月6日、8月31日、10月5日、12月14日、2019年 - 、AbemaTV）
- Qosmetic 8（2021年1月23日 - 3月13日、ABEMA） - インフルエンサー[72]
- 原宿POP Princess Tea Party（2023年6月1日、YouTube）
- マジカミ公式生放送 レギュラー（2023年6月1日、YouTube、ニコニコ生放送）
- 東野幸治「アニ☆カツ」 #16・17（2023年8月3日、10日、Lemino）

### 映画
- 転生遮那巫女伝（2015年6月28日） - 主演:伊東静 役[12]。
- シティーハンター（2024年4月25日、Netflix） - ロシエル 役

### ドラマ
- 投稿実話心霊ドラマ ぞくり。（13回、2020年10月14日、主演:まじまさき役、十影堂）[73]

### ミュージックビデオ
- エナツの祟り『あーもー!アモーレ!!～アイツのタタリ～』（2019年11月1日） - ヒロイン役[74]。

### モデル
- ニーソ協会（2013年12月27日） - ニーソのモデル。衣装は矢澤にこ 「School idol paradise BiBi」（ラブライブ!）[75]
- PCジャングル（2016年6月7日） - シェアリーダーに就任する[76]。
- ニコンイメージング ジャパン（2016年12月22日紹介） - コスジェニック・レッスン Lesson7 屋外撮影にチャレンジしてみよう!に出演。被写体モデル[77]。
- おうちでゆる巫女!第2弾（2017年9月、CAMPFIRE） - 出演[78]。
- アパレルブランド 42（FORTYTWO）とコラボレーション（2018年5月18日） - 参加[79]。

### ライブ
- HALLOWEEN SPECIAL PariPism Vol.24（2018年10月13日、CLUB TK SHIBUYA） - バンド名「猫耳メイド屋」のドラマーとして出演[80]。

### DJ ROSIEL
- OMOTENASHI MATSURI -2020 September-（2020年9月6日、YouTube）
- 激ロック（2021年3月14日、@渋谷clubasia）
- アニレヴ（2021年11月23日、@豊洲PIT）
- 肉フェス2022（2022年5月3日、@お台場）
- Water Rand2022（2022年8月6日、@お台場 青海R地区）
- DJTIME_CLUB（2023年3月12日、@浅草花劇場）
- DIGGLER'S HIGH feat.D4DJ Vol.1（2023年8月12日、@WARP SHINJUKU）

### 雑誌
- COSMODE 3・5月号（2014年2月5日・4月5日、インフォレスト） - 3月号 表紙、5月号 グラビアページ。
- 週刊現代（2014年10月20日、講談社） - メイクコーナー。
- SNOW MIKU 2016（2016年2月2日、主婦の友） - メイクコーナー。
- アニメ&ゲーム コスプレMAKE vol.3（2016年7月22日、主婦の友） - 表紙、巻頭グラビア[81]。
- CIRCUS MAX 8月号（2017年7月10日、KKベストセラーズ） - 見出しは「話題のコスプレイヤー撮り下ろし!! 火将ロシエル」
- ELFy Vol.1（2017年9月29日、ジーオーティー）[82]
- 週刊大衆 2/12号（2018年1月29日、双葉社） - 見出しは「話題の火将ロシエルって何者!?」
- 週刊ヤングジャンプ No.28号（2019年6月13日、集英社） - 巻中グラビア[83]。
- 週刊プレイボーイ No.32号（2019年7月29日、集英社） - 巻中グラビア[84]。
- ヤングチャンピオン（2019年8月6日） - 巻末グラビア
- 週間プレイボーイグラビアスペシャル増刊SUMMER2019（2019年8月7日、集英社） - 巻中グラビア[85]。
- フォトテクニックデジタル9月号（2019年8月20日）
- ヤングチャンピオン（2019年12月24日） - 表紙、巻頭グラビア
- レタスクラブ（2019年12月25日） - 神収納術コーナー
- 月刊キスカ3月号（2020年2月6日） - 表紙、巻頭グラビア
- 週刊FLASH（2020年3月3日発売） - 巻中グラビア
- 漫画アクション（2020年3月3日発売） - 巻中グラビア
- FRIDAY（2020年3月6日） - 巻中グラビア
- どこでもヤングチャンピオン 4月号（3月24日） - 表紙
- UTB+  vol.50（2020年3月11日）
- アサ芸 Secret! Vol.63（2020年 5/13号）
- ヤングチャンピオン（2020年5月26日） - 表紙、巻頭グラビア
- NYLON JAPAN 7月号（2020年5月28日）
- ヤングキング 35（13）（2021年6月）※共演:RaMu
- サバゲー雑誌「PEACE COMBAT VOL.56」（2023年7月27日） - 表紙掲載
- 『アサ芸Secret! Vol.83』（2023年8月3日） - 巻中グラビア〝姉セーラー〟

同人誌
- コスプレイヤーと仲良くなれるカメラ術（2014年8月17日） - 表紙[86]。

## 作品

### 写真集
コスプレROM CD-ROMによるデジタル写真集
1. スティールハーツ（2012年8月11日、PSP2i）
2. はんたあっ!（2012年10月18日、MHF）
3. 艶脚美人:TOKYO Tights Pretty（2012年12月31日、私服）
4. NEWウソプラス（2012年12月31日、ラブプラス）
5. NO CONTEST（2013年8月11日、東方Project）
6. Love me more!～ロシエルだっちゃ!（2013年8月11日、うる星やつら）
7. はんたあっ! 2（2013年8月11日、MHP2G）
8. れいふらっ!（2013年12月31日、東方Project）
9. I do not hesitate...（2013年12月31日、東方Project）
10. 火粧乃兎（2014年5月11日、東方Project）
11. 紅火将（2014年5月11日、東方Project）
12. そにろしっ!（2014年8月16日、すーぱーそに子）
13. Rosiel's Summer gift（2014年8月17日、ARIA・艦これ・制服・私服・新世紀エヴァンゲリオン）
14. 火将椛（2014年11月24日、東方Project）
15. お注射しちゃうぞ♪（2014年12月30日、ナース）
16. ROSIEL ROMANCE～火～（2014年12月30日、美少女戦士セーラームーン）
17. ROSIEL ROMANCE～金～（2015年8月16日、美少女戦士セーラームーン）
18. ROSIEL ROMANCE～冥・土～（2015年12月31日、美少女戦士セーラームーン）
19. Flowering Night～Rosiel～（2016年5月8日、東方Project）
20. ROSIEL ROMANCE～天海～（2016年8月13日、美少女戦士セーラームーン）
21. 火将華（2016年12月29日、チャイナドレス）
22. FUSION（2016年12月29日、メイド服）

- 出典:駿河屋[87]、BOOTH[88]、まんだらけ通販を閲覧[89]。

同人誌
1. RadiantDays（ラブライブ!）
2. Graceful Girls（2014年8月17日、バニーガール） - コミケ特典はDVD付属。
3. Animal Ear Girl（2017年8月11日、ウサギ）
4. Dear Master（2017年8月11日、メイド服）
5. Dream Butterfly（2017年12月29日、ゴシック衣装）
6. My girlfriend, My Rosiel（2017年12月29日、私服）
7. CUSTOMIZE ROSIEL（2018年8月11日、ファンタジー）
8. MY ROSIEL MY GIRLFRIEND Ⅱ（2018年8月11日、私服）
9. MY ROSIEL MY GIRLFRIEND Ⅲ（2018年12月29日、私服）
10. Devil's Sisters（2018年12月29日、デビル三姉妹）
11. New Year's Party（2019年1月20日、和風）
12. ろしさんぽ（2019年6月19日、小江戸川越ガイド）
13. 特別版ろしさんぽ（2019年7月15日、小江戸川越ガイド）
14. MY ROSIEL MY GIRLFRIEND Ⅳ（2019年8月12日、私服）
15. わんだふるにゃんだふる（2019年12月31日、犬猫）
16. 莎花~シェンファ~（2019年12月31日、中国旅）
17. TRICK OR TREAT（2019年12月31日、ハロウィン）
18. THAILAND（2020年5月5日、タイの旅）

#### 一般流通写真集
- ROSIEL（2018年1月28日、山口北州印刷） - メジャー写真集 ISBN 978-4908536168
- MOON STONE（2020年3月28日、ワニブックス、撮影：鈴木ゴータ）ISBN 978-4847082658
- 月長石（2020年3月28日、ワニブックス、撮影：鈴木ゴータ）ISBN 978-4847082665[90]
- ignis（2021年9月28日、光文社、撮影：栗山秀作）ISBN 978-4334902766

##### モデル
- 『華道部。』花-cosplay-美少女（2015年12月26日、一迅社） - 参加コスプレイヤー総勢15名以上からなる写真集。ISBN 9784758065634
- Cosplay of Nurse（2022年2月22日、メタ・ブレーン、撮影：須崎祐次）ISBN 978-4910546032

### カレンダー
- 2019年（2018年11月17日、ハゴロモ）
- 2020年（2019年11月2日、ハゴロモ）
- 2021年（2020年11月28日、ハゴロモ）

### イメージビデオDVD
- ろしにゃん日和（2019年4月19日、リバプール）EAN 4589401344228
- 異世界でのおとこの人との付き合いかた（仮）（2019年12月20日、リバプール）
- ろしにゃんクエスト～Lv999の恋人～（2020年10月30日、リバプール）EAN 4589401347618
- Never ever（2022年9月30日、リバプール）EAN 4589401349322

### イメージビデオブルーレイ
- ろしにゃん日和（2019年12月20日、リバプール）